# Pjotr Sedov
Pjotr Nikolajevitsj Sedov (Russisch: Пётр Николаевич Седов) (Sarov, 14 augustus 1990) is een Russische langlaufer. Hij vertegenwoordigde zijn moederland op de Olympische Winterspelen 2010 in Vancouver.

## Carrière
Bij zijn wereldbekerdebuut, in maart 2009 in Lahti, scoorde Sedov met een tiende plaats direct wereldbekerpunten. Tijdens de Olympische Winterspelen van 2010 in Vancouver eindigde de Rus als 24e op de 50 kilometer klassieke stijl en als 26e op de 15 kilometer vrije stijl, samen met Nikolaj Pankratov, Aleksandr Legkov en Maksim Vylegsjanin eindigde hij als achtste op de 4x10 kilometer estafette. Op de wereldkampioenschappen langlaufen 2011 in Oslo eindigde hij als 21e op de 30 kilometer achtervolging. Op 18 maart 2012 boekte Sedov in Falun zijn eerste wereldbekerzege.
In Lahti nam de Rus deel aan de wereldkampioenschappen langlaufen 2017. Op dit toernooi eindigde hij als 31e op de 50 kilometer vrije stijl.

## Resultaten

### Olympische Winterspelen
| Jaar | Plaats    | Resultaten                                                               |
| ---- | --------- | ------------------------------------------------------------------------ |
| 2010 | Vancouver | 26e 15 km (vrije stijl) 24e 50 km (klassieke stijl) 8e 4x10 km estafette |

### Wereldkampioenschappen
| Jaar | Plaats | Resultaten              |
| ---- | ------ | ----------------------- |
| 2011 | Oslo   | 21e 30 km achtervolging |
| 2017 | Lahti  | 31e 50 km vrije stijl   |

### Wereldbeker
Eindklasseringen
| Seizoen   | Algm | DI  | TdS |
| --------- | ---- | --- | --- |
| 2008/2009 | 112e | 66e | –   |
| 2009/2010 | 118e | 72e | –   |
| 2010/2011 | 20e  | 13e | –   |
| 2011/2012 | 24e  | 20e | –   |
| 2013/2014 | 102e | 61e | 36e |
| 2014/2015 | 122e | 72e | –   |
| 2016/2017 | 29e  | 19e | 29e |

Wereldbekerzeges
| Datum           | Plaats      | Onderdeel           |
| --------------- | ----------- | ------------------- |
| 18 maart 2012   | Falun       | 15 km achtervolging |
| 4 februari 2017 | Pyeongchang | 30 km skiatlon      |